# SPINK1
SPINK1 (англ. Serine peptidase inhibitor, Kazal type 1) – білок, який кодується однойменним геном, розташованим у людей на короткому плечі 5-ї хромосоми. Довжина поліпептидного ланцюга білка становить 79 амінокислот, а молекулярна маса — 8 507.
| 10         |  | 20         |  | 30         |  | 40         |  | 50         |
| ---------- |  | ---------- |  | ---------- |  | ---------- |  | ---------- |
| MKVTGIFLLS |  | ALALLSLSGN |  | TGADSLGREA |  | KCYNELNGCT |  | KIYDPVCGTD |
| GNTYPNECVL |  | CFENRKRQTS |  | ILIQKSGPC  |  |            |  |            |

A: Аланін

C: Цистеїн

D: Аспарагінова кислота

E: Глутамінова кислота

F: Фенілаланін

G: Гліцин

I: Ізолейцин

K: Лізин

L: Лейцин

M: Метіонін

N: Аспарагін

P: Пролін

Q: Глутамін

R: Аргінін

S: Серин

T: Треонін

V: Валін

Кодований геном білок за функціями належить до інгібіторів протеаз, інгібіторів серинових протеаз. 
Задіяний у такому біологічному процесі, як поліморфізм. 
Секретований назовні.